# John Elliot Cairnes
John Elliot Cairnes (ur. 26 grudnia 1823 w Castlebellingham, zm. 8 lipca 1875 w Londynie) – irlandzki ekonomista.

## Życiorys
Studiował w Trinity College w Dublinie, 1856 został profesorem uniwersytetu w Dublinie, 1861-1866 wykładał w Queen's College w Galway, a 1866-1872 w University College w Londynie. W pracy The character and Logical Method of Political Economy (1856) sformułował metodologiczne stanowisko klasycznej szkoły w ekonomii, prowadził badania i studia analityczne, w których wykazywał skuteczność metody klasycznej. W 1862 opublikował pracę The Slave Power analizującą społeczne konsekwencje wykorzystywania pracy niewolniczej; publikacja ta wpłynęła na stanowisko opinii publicznej w W. Brytanii w sprawie poparcia dla Unii w wojnie secesyjnej. Badając skutki odkrycia złota w Australii i Kalifornii ustosunkował się do najważniejszych XIX-wiecznych doktryn monetarnych w serii esejów Essays on the Gold Question opublikowanej w Essays in Political Economy (1873). W 1874 wydał swoją ostatnią pracę Some Leadings Principle of Political Economy Newly Expounded, w której uporządkował większość z doktryn klasycznej ekonomii.